# استیون ری
استیون ری (به انگلیسی: Stephen Rea) (زاده ۳۱ اکتبر ۱۹۴۶) بازیگر ایرلندی است.
از فیلم‌های او می‌توان به بلوم، وی مثل وندتا، تفنگدار، اولین، این پدر من است، روی لبه، اوندین، ژست بیشتر، هکس، گوئین‌اور، گیرافتاده، اعتراف به گناه و بازی گریه اشاره کرد.

## جوایز
کاندیدای بفتای بهترین بازیگر نقش اول مرد برای فیلم بازی گریه در سال ۱۹۹۲